# Hans Hellmut Kirst
Hans Hellmut Kirst (Ostróda, 5 de diciembre de 1914 – Werdum, 13 de febrero de 1989) fue un escritor satírico alemán.

## Biografía
Veterano de la Segunda Guerra Mundial, escribió varias novelas de argumento satírico y humorístico, sobre todo de trama militar. Uno de sus libros más famosos fue La noche de los generales, que sirvió para el guion de la película homónima, interpretada por Peter O'Toole y Omar Sharif.

## Obras

### Títulos originales en alemán
- Wir nannten ihn Galgenstrick, 1950.
- Sagten Sie Gerechtigkeit, Captain?, 1952.
- Aufruhr in einer kleinen Stadt, 1953
- 1. Band: 08/15 in der Kaserne, 1954.
- 2. Band: 08/15 im Krieg, 1954.
- 3. Band: 08/15 bis zum Ende, 1955.
- Die letzte Karte spielt der Tod, 1955.
- Gott schläft in Masuren, 1956.
- Mit diesen meinen Händen, 1957.
- Keiner kommt davon, 1957.
- Kultura 5 und der rote Morgen, 1958.
- Glück läßt sich nicht kaufen, 1959.
- Fabrik der Offiziere, 1960.
- Kameraden, 1961.
- Die Nacht der Generale, 1962.
- Bilanz der Traumfabrik, 1963.
- 08/15 heute, 1965.
- Aufstand der Soldaten, 1965.
- Letzte Station Camp 7, 1966; nueva edición de Sagten Sie Gerechtigkeit, Captain? (1952);
- Die Wölfe, 1967.
- Deutschland deine Ostpreußen, 1968.
- Kein Vaterland, 1968.
- Soldaten, Offiziere, Generale, 1969.
- Faustrecht, 1969.
- Heinz Rühmann, (biografía), 1969.
- Held im Turm, 1970.
- Das Udo Jürgens Songbuch, 1970.
- Kriminalistik, BLV-juniorwissen Band 5, 1971.
- Verdammt zum Erfolg, 1971.
- Gespräche mit meinem Hund Anton, 1972.
- Verurteilt zur Wahrheit, 1972.
- Verfolgt vom Schicksal, 1973.
- Alles hat seinen Preis, 1974.
- Und Petrulla lacht, 1974.
- Die Nächte der langen Messer, 1975.
- Generals-Affären, 1977.
- Die Katzen von Caslano, 1977.
- Endstation Stacheldraht, 1978.
- 08/15 in der Partei, 1978.
- Der Nachkriegssieger, 1979.
- Der unheimliche Freund, 1979.
- Hund mit Mann-Bericht über einen Freund, 1979.
- Eine Falle aus Papier, 1981.
- Bedenkliche Begegnung, 1982.
- Geld-Geld-Geld, 1982.
- Ausverkauf der Helden, 1983.
- Die gefährliche Wahrheit, 1984.
- Die seltsamen Menschen von Maulen, 1984.
- Blitzmädel, 1984.
- Ende 45, 1985.
- Das Schaf im Wolfspelz. Ein deutsches Leben, 1985.
- Ein manipulierter Mord, 1987.
- Geschieden durch den Tod, 1987.
- Erzählungen aus Ostpreußen, 1987.
- Die merkwürdige Hochzeit in Bärenwalde, 1988.
- Stunde der Totengräber, 1988.
- Der unheimliche Mann Gottes, 1988.
- Menetekel ’39, 1989.
- Vergebliche Warnung, Der Polenfeldzug, 1989.
- Die Ermordung des Rittmeisters, 1992.
- Erinnerungen an eine unvergessene Heimat.

## Otros proyectos
Hans Hellmut Kirst, en Wikiquote.